# فهرست بازارهای تاریخی بوشهر
بازار بوشهر در اثر توسعهٔ اداره بنادر و کشتیرانی و احداث خیابان آیت الله بلادی، از بین رفته است. از راسته‌های بازار بوشهر می‌توان از بازار حاج رئیس (بازار نو)، بازار معین، بازار خوراکی، بازار آهنگران، بازار زرگران (طلا و نقره فروشان)، بازار میوه فروشان، بازار حاج محمد جعفر و ... نام برد.

## بازار ارگ
این بازار  که امروز قسمتی از دکان‌های آن به صورت نیمه مخروبه باقی مانده، توسط حاج عبدالرسول طالبی (مشهور به حاج رئیس) در محلهٔ بهبهانی و شنبدی بنا شد. بازار ارگ که در شمال غربی مجموعهٔ حاج رئیس و در شمال حسینیه حاج رئیس  و در شمال حسینیه سکنچه قرار داشته، مشتمل بر تعدادی دکان روبروی هم و در یک راسته از شمال به سمت جنوب بوده‌است مصالح به کار رفته در بنای بازار، سنگ، گچ، ساروج و تیر چندل بوده‌است.

## بازار حاج رئیس (بازار نو)
این بازار که در غرب مجموعهی مسکونی حاج رئیس قرار دارد، توسط حاج رئیس عبدالرسول طالبی (رئیس التجار) در محلهٔ شنبدی ساخته شد. بازار شامل دو راسته است و در هر کدام از راسته‌ها تعدادی دکان که دریک امتداد و روبروی هم قرار گرفته، بنا شده بود. ورودی به بازار از سه جهت شمال، جنوب و شرق بوده و کف بازار با سنگ‌هایی که در ابعاد پنجاه سانتیمتر، فرش شده‌است.
سقف بازار و دکان‌ها با تیرهای چوبی چندل یک دست پوشانده شده و جلوی ورودی هر یک از مغازه‌ها  دوتا سه پله قرار دارد. در بالای هر یک از دکان‌ها فضایی تعبیه شده که از آن برای عبور نور و هوا استفاده می‌شود. در پایین تعدادی از دکان‌ها ی ضلع جنوبی بازار، آب انباری بزرگ ساخته شده که در فصل زمستان آب باران از طریق پشت بام و به وسیلهٔ کانال‌هایی به سمت آب انبارها هدایت می‌شده و از آب ذخیره شده در فصل تابستان استفاده می‌کردند در حال حاضر بازار حاج رئیس توسط سازمان میراث فرهنگی، صنایع دستی و گردشگری در حال مرمت و بازسازی است.

## بازار معین
شاید بتوان گفت قدیمی‌ترین بازار یوشهر بوده‌است. بازار معین از محلهٔ بهبهانی شروع و پس از عبور از محلهٔ شنبدی به محلهٔ دهدشتی ختم می‌شد. در آن بیش از یکصد دکان در صنف‌های مختلف در یک راسته، روبروی هم قرار داشته‌است. در سال ۱۳۰۶ ه. ش تعدادی از دکان‌های بازار معین خالی بوده و سقف برخی از مغازه‌ها بر اثر فرسودگی فرو ریخته بود، اما آنچه مسلم است اینکه بازار معین در زمان رونق اقتصادی خود یکی از بازارهاهای اصلی عمدهٔ بوشهر محسوب می‌شده‌است.